# Hermatobatidae
Hermatobatidae is een familie van wantsen. De familie werd voor het eerst wetenschappelijk beschreven door Poisson in 1965.
Het enige geslacht in deze familie betreft Hermatobates.

Het betreft een groep vleugelloze zeewantsen die ook wel koraallopers worden genoemd.
Volwassen dieren zijn veelal volledig zwart gekleurd en worden gemiddeld niet groter dan 5mm. Ze zijn vrij zeldzaam en komen alleen voor bij koraalriffen en rotskusten in de Indopacifische regio.